# 希利讓
希利讓（撒奇萊雅語：Silingan），是台灣撒奇萊雅族神話中的人物，她是海神之子巴拉卡斯（Balakas）強取而來的妻子，並且在和他結婚後成為航海者的守護神。

## 身世
希利讓是撒奇萊雅族祖先福度茲（Botoc）和莎巴克（Sabak）的外孫女、魯巴絲（Lobas）的女兒，傳說他長得非常漂亮，擁有白皙的皮膚、身體還會散發紅光，非常美麗。

## 傳說
有一天，希利讓去海邊玩時，被巴拉卡斯看上，喜歡她的巴拉卡斯因此多次前去提親，卻都受到拒絕，因為一怒之下施法引發海嘯淹沒部落，殘存的族人要求魯巴絲獻出她的女兒，魯巴絲無奈之下只好答應，並把希利讓裝入木箱裡推入海中，海嘯便隨著閃過的紅光而消失。
後續
事後，魯巴絲帶著三個兒子和一支銀色的鐵杖，沿著箱子漂流的方向往南找尋女兒，當她來到達拉瓦道（Talawadaw，秀姑巒溪口）時，一氣之下丟出鐵杖，不准海水再越過手杖進入陸地，從此陸地跟海洋間出現了銀色的沙灘，成為海陸的界線。
希利讓的哥哥們繼續尋找她，並成為各地其他原住民族的祖先，而希利讓本人則成為海上的守護神，拯救每個遭遇船難的族人。

## 類似傳說
希利讓的神話跟阿美族神話中的迪雅瑪贊相當類似。